# تحريك عقلي

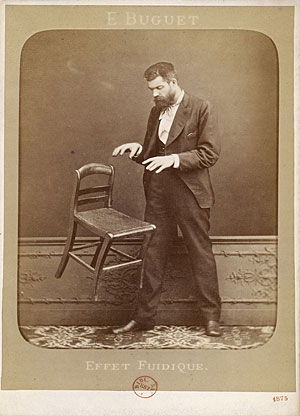
صورة للساحر ادوارد يقوم فيها برفع كرسي عن الارض بالقوة الذهنية

التحريك العقلي أو الذَيهنة (التحريك بالذهن) (بالإنجليزية: Psychokinesis أو telekinesis)‏ تدخل ضمن دراسة ما وراء علم النفس (باراسايكولوجي)، وهو القدرة على التأثير على العالم المادي وتحريك الأشياء عن بعد أو باستخدام قوة العقل ودون أن يكون بين الشخص وهذا الشيء أي إتصال مادي، وعلى عكس غيرها من ظواهر الماورائيات تتميز هذه الظاهرة بالقدرة على رؤية نتائجها مباشرة وبالعين المجردة. استخدمت عبارة التحريك الذهني أول مرة في عام 1890م وذلك من قبل الباحث الروسي الكسندر الكسوف الذي أشار إلى أن القدرة على تحريك الأجسام المادية المحيطة بنا هي إحدى خوارق الطبيعة وتقوم بها الأرواح الشريرة.
لا يؤمن غالبية الناس بإمكانية ذلك ويعتبر من العلوم الزائفة، ولقد أجرت الحكومة الأمريكية دراسة في هذه الظاهرة وعدة ظواهر أخرى مثل الجلاء البصري أو الرؤية عن بعد وغيرها من الظواهر تحت اسم مشروع ألفا.

## أشهر من قام بها

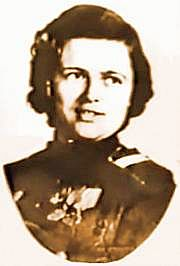
صورة لربة البيت نينا كولاغينا

## إمكانية التحريك
يزعم العديد من العلماء وخاصة علماء الفيزياء على ان هذه الظاهرة ممكنة الحدوث نظريا وهناك العديد من الناس يصرحون بامتلاك هذه القدرة. وتوجد بعض الطرق لتطوير هذه القدرة حسب رأي أشخاص مختصين بها:

### التآمل
إن الخطوة الأولى لامتلاك هذه القدرة وشحذ الطاقة الداخلية، هي التأمل، حيث يقول خبراء هذا النوع من الإستعراضات، بأن أهم شيء هو التأمل الكامل، مما يؤدي إلى تصفية الدماغ من كل الأفكار العالقة بها، والعمل على تقوية مهارات العقل عبر التعوّد على تركيز التفكير والطاقة الداخلية على أمر واحد فقط لا يتعدّاه، وبالتالي إتاحة الفرصة للطاقة بالتدفّق عبر هذا المجرى الوحيد، وهذا بالطبع يستلزم الصبر والهدوء والمثابرة مرة تلو الأخرى.

### الانفتاح على التجربة
تماماً مثل التنويم المغناطيسي، الدخول في هذا العالم يستلزم التصديق أنه حقيقي، فلو كنت مقتنعاً بأنه مزيّف، فلن تستطيع فعل أي شيء، حاول أن تركّز بالفعل على أن هذه الفكرة حقيقيّة تماماً، وأنه لا يوجد مستحيلات في هذا العالم، لا يوجد مكان للشك هنا، أي ذرة من القلق، ستكون عاملاً قويّاً لإفشال تجربتك، عليك أن تؤمن بأن هذا حقيقي، وقابل للتطبيق بالفعل.

### الاسترخاء
الصبر والهدوء والاسترخاء، هم أهم ثلاثي يتعلّق بمهارة التحريك عن بعد، لا يستطيع عقلك القيام بهذه المسألة، دون أن يكون هادئاً، وقادراً على التركيز على موضوع واحد فقط. كثيرون يعتبرون أن اليوغا عاملا أساسيا للتخلّص من القلق والتوتر، تأكد من أن تستقطع من يومك فترة كافية لممارسة اليوغا، التي تساعد كثيراً في العديد من مهارات التخلّص من القلق؛ وبالتالي تعزيز قدرات العقل.

### التمرّن المستمر
حيث إن الأفكار مثلها مثل عضلات الجسم، تقوى بالتمرين المستمر، لهذا فإن المحاولة المستمرة لتقوية الأفكار، وتركيزها على أمر واحد، ومن ثم التأثير في البيئة المحيطة، هو أمر لا يحدث بين يوم وليلة، بل يستلزمه تقوية الطاقة، وقدرة العقل على التركيز القوي جداً.